# Happy Tom
Happy-Tom es el bajista y compositor de la mayoría de canciones de la banda noruega Turbonegro, famoso por su maquillaje y su uniforme de marinero. Su nombre verdadero es Thomas Seltzer y también ha usado los nombres artísticos de Tom Of Norway o Bongo.
También ha tocado en bandas como The Vikings (junto a Euroboy), Oslo Motherfuckers (con Chris Summers) y SCUM (junto a Casey Chaos de Amen, ex-Christian Death).
Tom ha admitido que abusó de la cocaína durante muchos años como resultado de una depresión crónica, pero que está limpio desde el año 2004.[cita requerida]
- Datos: Q4590609
- Multimedia: Thomas Seltzer (musician) / Q4590609